# Neoneura fulvicollis
Neoneura fulvicollis är en trollsländeart som beskrevs av Selys 1886. Neoneura fulvicollis ingår i släktet Neoneura och familjen Protoneuridae. IUCN kategoriserar arten globalt som livskraftig. Inga underarter finns listade i Catalogue of Life.